# Émile Keller
Pour les articles homonymes, voir Keller.
Émile, comte Keller, né le 8 octobre 1828 à Belfort et mort le 20 février 1909 à Paris, est un homme politique français et un précurseur du catholicisme social qui fut élu député du Haut-Rhin, de la Vendée[réf. nécessaire], puis de Belfort à six reprises entre 1859 et 1889. Émile Keller était à l'origine des « Cercles catholiques d'ouvriers ».

## Biographie
D'une famille influente d'Alsace, Émile Keller est le petit-fils de Georges-Joseph Keller et de François-Joseph Haas, ainsi que le neveu de François-Antoine-Edouard Keller. Il fit de solides études classiques au lycée Louis-le-Grand et fut admis en 1846 à l'École polytechnique, où il refusa d'entrer, préférant s'occuper d'études historiques et de philosophie religieuse. En 1859, il fut élu député du Haut-Rhin. Keller prit place dans la majorité impérialiste, mais il s'en sépara bientôt au sujet des affaires d'Italie. Il se fit à la tribune, avec un réel talent, l'avocat du pouvoir temporel du pape et compta dès lors parmi les chefs et les principaux orateurs du parti « clérical ». Très vivement combattue par l'administration, sa candidature échoua le 1er juin 1863, au premier tour de scrutin. Keller se retira avant le ballottage, et Auguste-César West fut élu. Mais Keller prit sa revanche au renouvellement du 24 mai 1869. Le concours actif que lui prêta le parti de « l'Union libérale » décida de son succès : triomphant de l'hostilité du pouvoir, il fut renvoyé au Corps législatif. Il suivit la même ligne de conduite que précédemment et, sans s'associer aux manifestations de l'opposition républicaine, vota parfois avec la minorité, intervenant surtout lorsque les intérêts de l'Église étaient en jeu.
Dans la séance du 31 août 1870, alors que l'armée française est vaincue et le nord de la France occupé, il apporte à la tribune des détails sur le bombardement de Strasbourg, et demande l'envoi d'un commissaire extraordinaire dans cette ville pour encourager l'élan patriotique de la population ; le ministre de la Guerre fait rejeter cette motion.

Pendant la guerre, il paya de sa personne et commanda un corps de volontaires. Son attitude patriotique lui valut, aux élections du 8 février 1871 dans le Haut-Rhin, les suffrages de tous les partis. Élu représentant à l'Assemblée nationale, le 1er mars 1871 il protesta à Bordeaux contre l'annexion à l'Allemagne de l'Alsace et de la Lorraine avec un remarquable discours que la gauche applaudit et que Le Temps appela un discours « lapidaire », conclu en ces termes : 
« Je n'ai pas, à l'heure qu'il est, la prétention de changer des dispositions trop arrêtées dans un grand nombre d'esprits. Seulement j'ai tenu, avant de quitter cette enceinte, à protester, comme Alsacien et comme Français, contre un traité qui à mes yeux est une injustice, un mensonge et un déshonneur, et, si l'Assemblée devait le ratifier, d'avance j'en appelle à Dieu, vengeur des justes causes, j'en appelle à la postérité qui nous jugera les uns et les autres, j'en appelle à tous les peuples qui ne peuvent pas indéfiniment se laisser vendre comme un vil bétail, j'en appelle enfin même à l'épée de tous les gens de cœur, qui, le plus tôt possible, déchireront ce détestable traité ! »
Après avoir voté contre les préliminaires de paix, Keller se retira de l'Assemblée avec ses collègues alsaciens. Les élections complémentaires du 2 juillet suivant l'y firent rentrer en qualité de représentant du territoire de Belfort, qui l'avait élu. Keller prit place au côté droit, dont il fut, dans la plupart des questions les plus importantes, un des porte-parole les plus autorisés. Lors de la présentation de la loi sur la réorganisation de l'armée, il soutint, en son nom personnel, le principe du service obligatoire sans substitution et l'incorporation pour trois ans.
Il fut rapporteur de la commission chargée de déterminer la composition du conseil de guerre qui devait juger Bazaine (mai 1872) et du projet de loi relatif à la construction de l'église du Sacré-Cœur à Montmartre ; signa l'adresse d'adhésion au Syllabus ; combattit ardemment la politique de Thiers, chef du pouvoir exécutif, et contribua à sa chute le 24 mai 1873 ; soutint les mesures proposées par le cabinet de Broglie ; et, après l'échec des tentatives faites pour restaurer la monarchie, vota pour le septennat. Il prononça vers la même époque plusieurs discours sur les budgets de la guerre et des finances, notamment sur « les marchés de Lyon » . Puis il opina contre les propositions Périer et Maleville, parla sur l'amélioration de la position des sous-officiers, et vota contre l'ensemble de la Constitution du 25 février 1875 et pour la loi sur l'enseignement supérieur. En décembre, il refusa de se laisser porter par les droites sur la liste des sénateurs inamovibles, « ne voulant pas, dit-il, chercher au Sénat un refuge contre le jugement de ses électeurs ».
Après la séparation de l'Assemblée, il se porta candidat à la Chambre des députés dans l'arrondissement de Belfort et fut réélu en 1876. Il reprit sa place à droite, parmi les conservateurs catholiques, et vota constamment avec la minorité monarchiste. En mars 1876, il combattit la demande d'enquête sur l'élection d'Albert de Mun, puis il défendit le droit de collation des grades par les jurys mixtes. Au mois de juillet, il protesta contre toute alliance avec les bonapartistes. Keller adhéra à l'acte du 16 mai et vota, le 10 juin, contre l'ordre du jour de défiance adopté par les gauches. Avec l'appui du cabinet de Broglie-Fourtou, il obtint sa réélection à Belfort, le 14 octobre 1877. Il vota pour le ministère Rochebouët, contre le ministère parlementaire de Dufaure, se prononça énergiquement contre l'article 7 de la loi sur l'enseignement supérieur, se montra l'infatigable adversaire des propositions du gouvernement, surtout en matière religieuse et en matière d'enseignement, et, à maintes reprises, parut à la tribune pour les attaquer; il combattit la loi supprimant l'aumônerie militaire, et accusa la loi sur l'enseignement primaire de constituer un acte de tyrannie en prenant l'argent des catholiques pour soutenir des écoles exclusivement laïques. Keller se représenta dans sa circonscription au renouvellement du 21 août 1881, mais échoua. Le scrutin de liste lui rouvrit les portes du Palais Bourbon en octobre 1885, élu sur la liste monarchiste du territoire de Belfort. Son zèle en faveur des intérêts conservateurs et catholiques ne se démentit pas dans la législature nouvelle.
En février 1886, lors de l'interpellation Jamais-Thévenet sur les tarifs de chemins de fer, il attribua à la mauvaise gestion financière des deniers publics l'impuissance du gouvernement pour obtenir un abaissement général des tarifs. En avril il parla sur l'affaire de Châteauvillain. La question de l'expulsion des princes l'amena encore à la tribune (juillet 1886 : il interpella le ministre de la Guerre sur la radiation du duc d'Aumale des cadres de l'armée, et sur « la violation de la loi de 1834 qui garantit la propriété du grade ») ; il parla en juin 1887 dans la discussion de la loi militaire, sur laquelle il déposa un contre-projet réduisant le service à quatre ans, divisant le contingent en trois portions, et autorisant le remplacement entre conscrits de la même classe mais appartenant à des portions différentes. Le débat sur les fonds secrets du ministère de l'Intérieur en 1888 et sur l'insuffisance des effectifs dans les compagnies d'infanterie (février) lui fournirent autant d'occasions de combattre, de son vote et de sa parole, les hommes politiques au pouvoir. En dernier lieu, Keller s'est prononcé : contre le rétablissement du scrutin d'arrondissement (11 février 1889), pour l'ajournement indéfini de la révision de la Constitution, contre les poursuites contre trois députés membres de la Ligue des patriotes, contre le projet de loi Lisbonne restrictif de la liberté de la presse, contre les poursuites contre le général Boulanger.
Adversaire du régime républicain, il fut un des chefs du parti catholique. Il fut fait comte romain et commandeur de l'ordre de Pie IX en remerciement du grand nombre d'œuvres et d'associations catholiques qu'il dirigeait.
Émile Keller meurt à Paris le 21 février 1909, à l'âge de 81 ans. Après la célébration des obsèques, le 24 février en l'église Saint-Sulpice, il est inhumé le lendemain à Rougemont-le-Château dans le Haut-Rhin, où la chapelle Saint-Nicolas abrite le caveau familial. L'oraison funèbre est prononcée le 11 mai 1909 par Monseigneur de Cabrières, évêque de Montpellier, en l'église Saint-Sulpice.
On doit à Keller, outre une Histoire de France (1858) écrite au point de vue exclusivement catholique, divers ouvrages inspirés en général du même esprit : l'Encyclique et les libertés de l'Église gallicane (1860) ; Dix années de déficit (1869) ; le Général de Lamoricière, sa vie militaire, politique et religieuse (1873), etc.

## Vie familiale
Il avait épousé le 9 juin 1852 Mathilde Humann (1833-1905), fille de Théodore Humann, député et maire de Strasbourg, et petite-fille du ministre Georges Humann et de Florent Saglio. Il était père de 14 enfants, dont 4 entrèrent dans les ordres :
- Marie (1853-1878), religieuse ;
- Prosper (1854-1931), colonel d'infanterie et président de la Société d'Éducation et du Comité Catholique de défense religieuse à Paris, marié à Marie Thérèse Cottin (1857-1958), sœur de Paul Cottin ;
- Jean-Antoine (1857-1934), ingénieur des mines et industriel[5] ;
- Cécile (1858-1901), religieuse ;
- Elisabeth (1859-1916), religieuse ;
- Rosalie (1863-1944), épouse de Charles Marcotte de Quivières ;
- Pierre (1867-1952), marié à Camille Simon ;
- Marie-Thérèse (1868-1945), épouse de Joseph Massin ;
- Dominique (1869-1951), marié à Isabelle Moisan ;
- François (1871-1914), officier d'artillerie, marié à Thérèse de Beylié, nièce de Léon de Beylié.

L'un de ses petits-fils, le père Alfred Keller (1894-1986) se fera connaître comme l'un des précurseurs de l'action sociale en France.
A Paris, Émile Keller et son épouse Mathilde demeurent d'abord rue Basse-du-Rempart et place de la Madeleine, puis rue Las-Cases, avant de faire bâtir, en 1858, un hôtel particulier au 14, rue d'Assas. En 1859 est construit le « château Keller » dans la vallée de Saint-Nicolas, sur la commune de Rougemont-le-Château, au nord de Belfort.

## Armoiries
Les comtes Keller portent: Coupé : au I d’azur à trois têtes d’aigle de sable, becquées d’or, languées de gueules, accompagnées de trois étoiles mal ordonnées d’or ; au II de gueules à un lion d’argent couché sur un tertre de sinople, la tête posée de front, l’écu bordé d’or. Devise: VAILLANT et VEILLANT,

## Publications
- Influence pacifique de la charité chrétienne sur la société moderne (1855)
- Histoire de France (1859)
- L'Encyclique et les libertés de l'Église gallicane (1860)
- L'Encyclique du 8 décembre 1864 et les Principes de 1789 ou L'Église, l'État et la Liberté (1866)
- Les congrégations religieuses en France: leurs œuvres et leurs services, précédé d'une introduction (1880)
- L'Église et la question sociale au XIXe siècle (1881)
- L'Affaire de Châteauvillain (1886)
- Le Général de La Moricière : sa vie militaire, politique et religieuse (1891)
- Le Combat d'infanterie (1891)
- Vie de Jeanne d'Arc (1412-1431) (1894)
- L'ouvrier libre (1898)
- La France et l'Alsace-Lorraine. L'expulsion de l'abbé Delsor (1904)
- Les Associations paroissiales (1905)
- Les syllabus de Pie IX et Pie X et les principes de 1789 ou l'Église, l'État et la Liberté (1909)

## Pensée (citations)
« - Ils [les libéraux] lui [l'Eglise] abandonnent le domaine des consciences, pourvu que, de son côté, elle leur livre la politique et qu'elle reconnaisse l'efficacité sociale des idées modernes, vaguement connues sous le nom de principes de 1789 »

« - Il n'y aura, tôt ou tard, que décadence morale, intellectuelle et matérielle, obscurcissement des plus simples notion du droit et de la justice naturelle, déchainement et antagonisme des appétits matériels, sans autre frein que le règne de la force brutale. »

« - En soixante-quinze ans, le principe électif, dont tout le monde espérait son salut, est tombé aussi bas que l'hérédité, et il est devenu manifeste que, loin d'avoir une vertu propre, une efficacité absolue et souveraine, l'un et l'autre ont besoin de s'appuyer sur une puissance morale supérieure, respectée de tous, et inspirant à tous cette justice, cette honnêteté et ce patriotisme, sans lesquels il n'y a qu'une inévitable et abjecte servitude. »

« - La liberté sociale est donc, avant tout, un problème moral, et elle repose uniquement sur le respect de la vérité sociale »

« - Si donc la paix parait être faite, c'est parce que la soif du bien et la haine du mal ont diminué. »

« - Après avoir longtemps cherché la vérité par la liberté, pennons une voie contraire: sachons trouver la liberté par la vérité »

— L'Encyclique du 8 décembre 1864 et les Principes de 1789 ou L'Église, l'État et la Liberté.